# Дитфурт, Вильгельм
Вильгельм Дитфурт (нем. Wilhelm von Ditfurth, полное имя Wilhelm Heinrich Carl Ludwig Arthur von Ditfurth; 1780—1855) — прусский военный деятель, генерал инфантерии. Был членом ордена Иоаннитов.

## Биография
Родился 29 июня 1780 года в городе Минден. Происходил старого дворянского рода Дитфуртов из Харцгау и был сыном прусского военного Георга фон Дитфурта (1742—1815) и его жены Хелен Мари, урождённой Ассебург (1742—1793). Вильгельм был крещён 4 июля 1780 года в минденской евангелической церкви Святой Марии. Являлся сводным братом поэта и писателя Франца Вильгельма Дитфурта (1801—1880).
Поступил на военную службу, 25 сентября 1795 года стал ефрейтором-капралом пехотного полка «Herzog von Braunschweig» Nr. 21 прусской армии. Во время Освободительной войны в Германии получил чин майора и стал командиром батальона пехотного полка 1. Garde-Regiment zu Fuß. За битву при Линьи был награждён Железным крестом II и I классов. 2 октября 1815 года был удостоен ордена Pour le Mérite с дубовыми листьями. После окончания этой войны Дитфурт стал командиром полка 30. Infanterieregiments.
В 1844 году в чине генерал-лейтенанта Вильгельм Дитфут командовал 7-й дивизией прусской армии. В этом же году он был удостоен звания Почетного гражданина города Магдебурга. По случаю 50-летия службы в армии, Фридрих Вильгельм IV наградил его 29 сентября 1845 года орденом Красного орла I класса с дубовыми листьями и бриллиантами. Во время революции 1848 года Дитфут был комендантом Берлина и сменён на этом посту генерал-майором Вильгельмом фон Тюменом (1792—1856). Дитфут подал в отставку и 11 апреля 1848 года вышел на пенсию.
Умер 20 августа 1855 года.
31 июля 1810 года в городе Silligsdorf (ныне Sielsko в Польше) Вильгельм Дитфурт женился Флорентине фон Бредерлоу (1789—1870), у них в семье родилось 12 детей.

## Награды
- Был награждён многими наградами, среди которых орден Святого Георгия 4-й степени (№ 2939; 19 июля 1814) и Pour le Mérite.